# Dielocroce horni
Dielocroce horni is een insect uit de familie van de Nemopteridae, die tot de orde netvleugeligen (Neuroptera) behoort. 
Dielocroce horni is voor het eerst wetenschappelijk beschreven door Navás in 1926.